# 曼短佛寺
曼短佛寺位于雲南省西雙版納傣族自治州勐海縣勐遮鎮曼恩村，南传上座部佛寺。坐西向东。由山门、佛殿（傣語：维罕）、戒堂（傣语：布苏）、僧房、鼓房等组成。佛殿建于明末清初，为西双版纳地区现存最早的木构建筑。其余建筑则为当代恢复重建。
佛殿平面呈纵向布局，面阔四间10.42米，进深十六椽18.02米，建在高1.3米的须弥座台基上。佛殿屋顶分为上下两段，上段两面坡，下段四面坡，上段屋顶三级跌落左右，下段亦然，前后左右共由二十二个曲面拼合而成。屋顶覆以挂瓦，用竹钉固定。外檐为墙抬梁构造，以矮墙围砌以代替檐柱，上用木雕龙形斜撑檐口。外壁施以彩画，内壁及柱梁枋等则金水漏印。殿内柱用梭柱，柱头仰莲装饰。1990年维修，2006年公布为第六批全国重点文物保护单位。

## 图片
- 入口
- 曼短佛寺戒堂
- 鼓房
- 佛殿
- 殿门
- 佛殿屋檐
- 佛殿转角